# 名古屋市立自由ヶ丘小学校
名古屋市立自由ヶ丘小学校（なごやしりつ じゆうがおかしょうがっこう）は、名古屋市千種区自由ケ丘二丁目にある公立小学校。

## 歴史
1956年（昭和31年）4月25日、名古屋市立田代小学校の分校として設置される。1960年（昭和35年）4月1日をもって、名古屋市立自由ヶ丘小学校として独立校となった。校名につけられた自由ヶ丘は学校付近の地名であり、住民が募集から選定まで行い、命名されたものであるという。

### 児童数の変遷
『愛知県小中学校誌』（2018年）によると、児童数の変遷は以下の通りである。
| 1960年（昭和35年） | 1,174人 |  |
| 1967年（昭和42年） | 1,032人 |  |
| 1977年（昭和52年） | 849人   |  |
| 1987年（昭和62年） | 659人   |  |
| 1997年（平成9年）  | 296人   |  |
| 2007年（平成19年） | 329人   |  |
| 2017年（平成29年） | 390人   |  |

## 通学区域
所管する名古屋市教育委員会は、2018年（平成30年）9月1日現在、千種区のうち、城山新町・自由ケ丘・徳川山町1～2丁目・同4～6丁目・春里町の全域および徳川山町3丁目・日和町1丁目の各一部を通学区域として指定している。
また、卒業後の進学先は名古屋市立千種台中学校となっている。
通学区域は千種区東側の丘陵地帯に位置し、名古屋市営住宅である千種台団地を中心に構成される学区である。江戸時代には尾張藩の狩猟地とされるほどの自然豊かな地であり、大正から昭和にかけては陸軍の演習場が置かれた。学区の様相が一変したのは、戦後の住宅難を解消するために一帯に名古屋市営住宅が続々と整備されたことによる。1949年（昭和24年）の楠荘を皮切りに14年間で約2500戸の住宅が出現した。

## 著名な出身者
- 恩田美栄 - フィギュアスケートコーチ、元プロフィギュアスケーター

## 交通アクセス
- 名古屋市営地下鉄名城線自由ヶ丘駅が最寄り駅である[WEB 1]。

### WEB
1. 1 2  名古屋市教育委員会事務局総務部企画経理課企画統計係 (2018年9月18日). “千種区の小・中学校一覧”.   名古屋市. 2018年11月14日閲覧。
2. ↑  名古屋市教育委員会事務局総務部教育環境計画室計画係 (2022年9月1日). “名古屋市立小・中学校の通学区域一覧（千種区）” (PDF).   名古屋市. 2023年6月29日閲覧。
3. ↑  名古屋市教育委員会事務局総務部教育環境計画室計画係 (2018年4月1日). “名古屋市立中学校区一覧（小→中）” (PDF).   名古屋市. 2018年11月14日閲覧。

### 書籍
1. 1 2  千種区制施行50周年記念事業実行委員会 1987, p. 397.
2. 1 2 3 4 5  千種区制施行50周年記念事業実行委員会 1987, p. 335.
3. ↑  六三制教育七十周年記念 愛知県小中学校誌 合同記念誌編集特別委員会 2018.